# Tuning komputerów

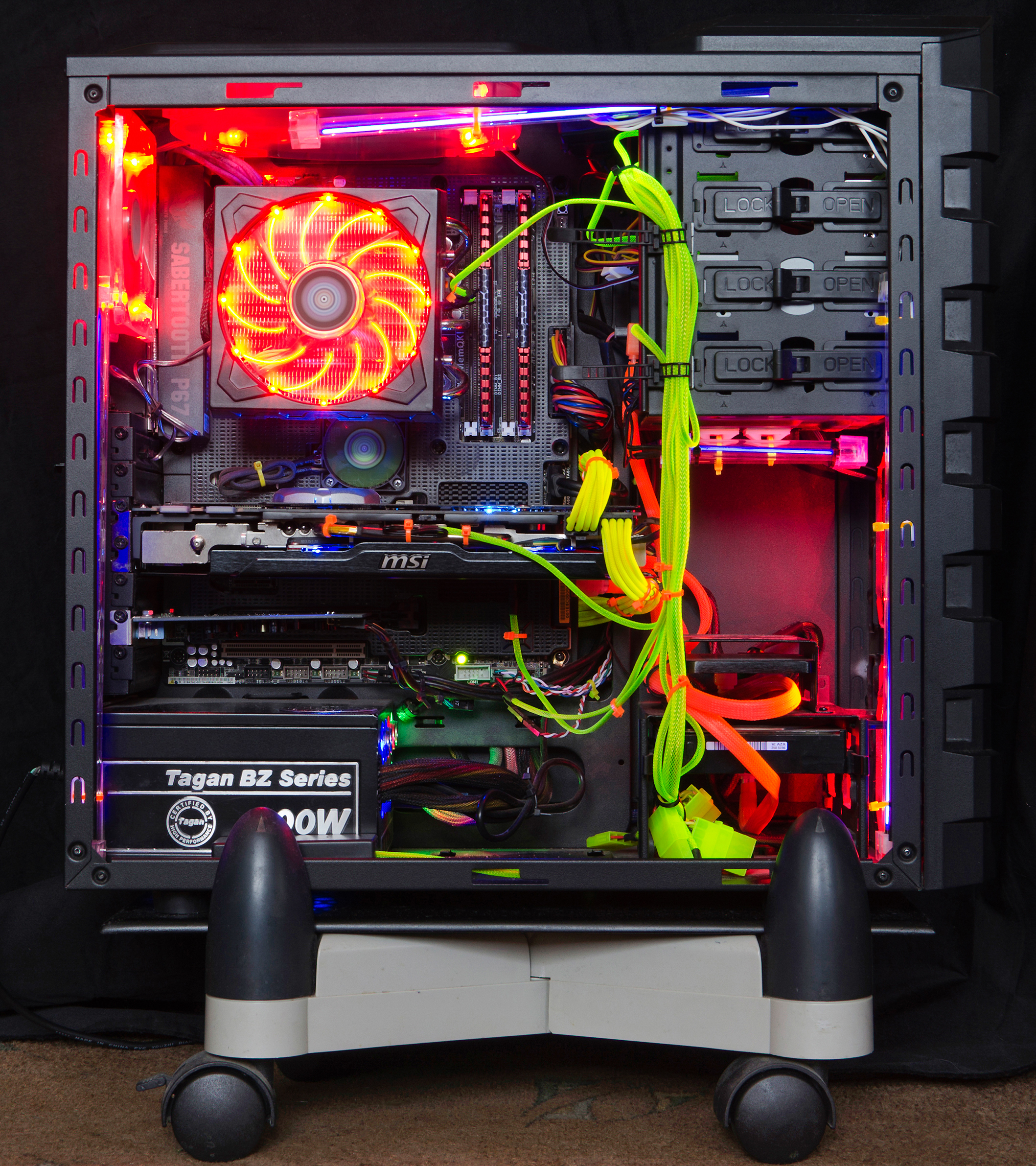
Wnętrze komputera po dodaniu świecących gadżetów

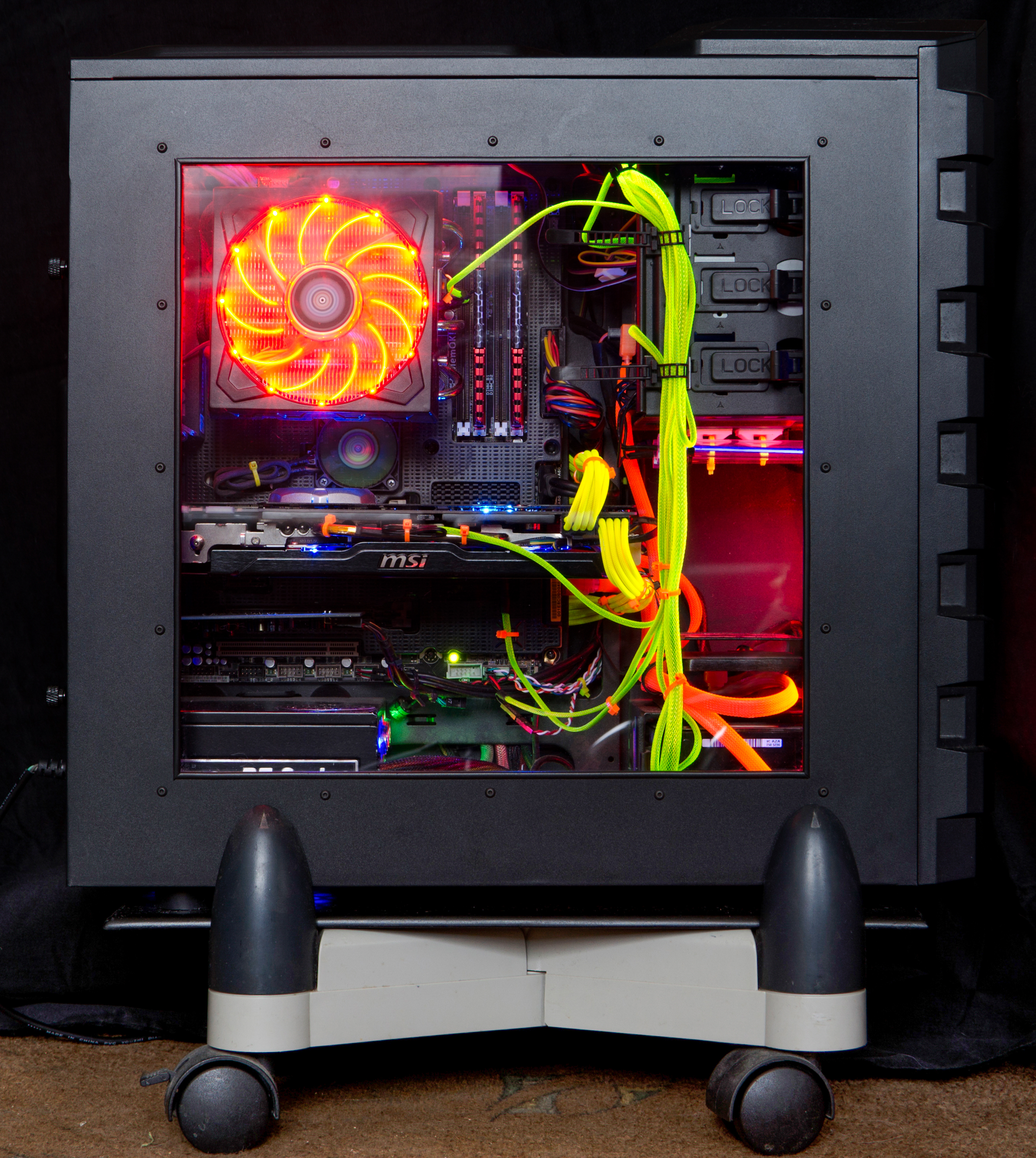
Ten sam komputer z założonym panelem bocznym (z niezbędnym oknem)

Tuning komputerów – zespół czynności mających na celu uatrakcyjnianie wyglądu lub usprawnianie działania komputerów.
Wyróżnia się trzy podstawowe kierunki tuningu:
- modyfikowanie komputera – podnoszenie walorów estetycznych komputera poprzez np. montaż oświetlenia;
- przetaktowywanie – przetaktowanie, podkręcanie, czyli zwiększanie wydajności komputera poprzez podnoszenie parametrów pracy niektórych jego podzespołów powyżej zalecanych przez producenta;
- wyciszanie – obniżanie natężenia hałasu generowanego przez pracujący komputer, zazwyczaj związane wprowadzaniem zmian w jego układzie chłodzenia.